# 西街街道 (新乡市)
西街街道，是中华人民共和国河南省新乡市红旗区下辖的一个乡镇级行政单位。

## 行政区划
西街街道下辖以下地区：
曙光社区、双石桥社区和石榴园社区。